# Dendropsophus nahdereri
Espèce
Synonymes
- Hyla nahdereri Lutz & Bokermann, 1963

Statut de conservation UICN

 LC  : Préoccupation mineure
Dendropsophus nahdereri est une espèce d'amphibiens de la famille des Hylidae.

## Répartition
Cette espèce est endémique de l'État de Santa Catarina au Brésil. Elle se rencontre entre 800 et 1 100 m d'altitude dans la Serra do Mar et la Serra Geral.

## Étymologie
Cette espèce est nommée en l'honneur du collecteur de l'holotype, Karl (ou Carlos) Nahderer.

## Publication originale
- Lutz & Bokermann, 1963 : A New Tree Frog from Santa Catarina, Brazil. Copeia, vol. 1963, no 3, p. 558-561.